# Mała Bereżanka
Mała Bereżanka (ukr. Мала Бережанка) – wieś na Ukrainie, w obwodzie chmielnickim, w rejonie kamienieckim, w hromadzie Hukiw. W 2001 liczyła 330 mieszkańców, spośród których 325 wskazało jako ojczysty język ukraiński, a 5 rosyjski.